# دوبرا وودا (ناحیه پلهریموف)
دوبرا وودا (ناحیه پلهریموف) (به چکی: Dobrá Voda) یک منطقهٔ مسکونی در جمهوری چک است که در ناحیه پلهریموو واقع شده‌است. دوبرا وودا ۸٫۴ کیلومتر مربع مساحت و ۱۹۸ نفر جمعیت دارد و ۶۴۳ متر بالاتر از سطح دریا واقع شده‌است.